# نوده صرصره
نوده صرصره، روستایی از توابع بخش مرکزی شهرستان سبزوار استان خراسان رضوی ایران است.

## جمعیت
این روستا در دهستان کراب قرار داشته و بر اساس سرشماری سال ۱۳۸۵ جمعیت آن ۵۹ نفر (۲۲ خانوار)
بوده است.